# Музей Шарлот Холл
Музей Шарлот Холл (англ. Sharlot Hall Museum) — музей под открытым небом и объект культурного наследия, расположенный в Прескотте, штат Аризона.

## История
Был открыт в 1928 году Шарлот Холл как Губернаторский особняк-музей (Gubernatorial Mansion Museum).
Территория музея занимает почти четыре акра и включает одиннадцать зданий, шесть из которых включены в Национальный реестр исторических мест США, включая собственно особняк губернатора, построенный в 1864 году. В их числе выделяются:
- Fort Misery (самая старая бревенчатая постройка в Аризоне, датируемая 1864 годом и перенесённая сюда в 1934 году);
- Frémont House (построен в 1875 году как дом пятого территориального губернатора Джона Фремона, перенесен в музей в 1971 году);
- Bashford House (построен в 1877 году и был викторианским домом бизнесмена Уильяма Башфорда).

Также в музейный комплекс входят здания — Sharlot Hall Building, Lawler Exhibit Center, Transportation Building, School House.
В музее Шарлот-Холл имеются библиотека и архив.

Губернаторский особняк
В прежние времена
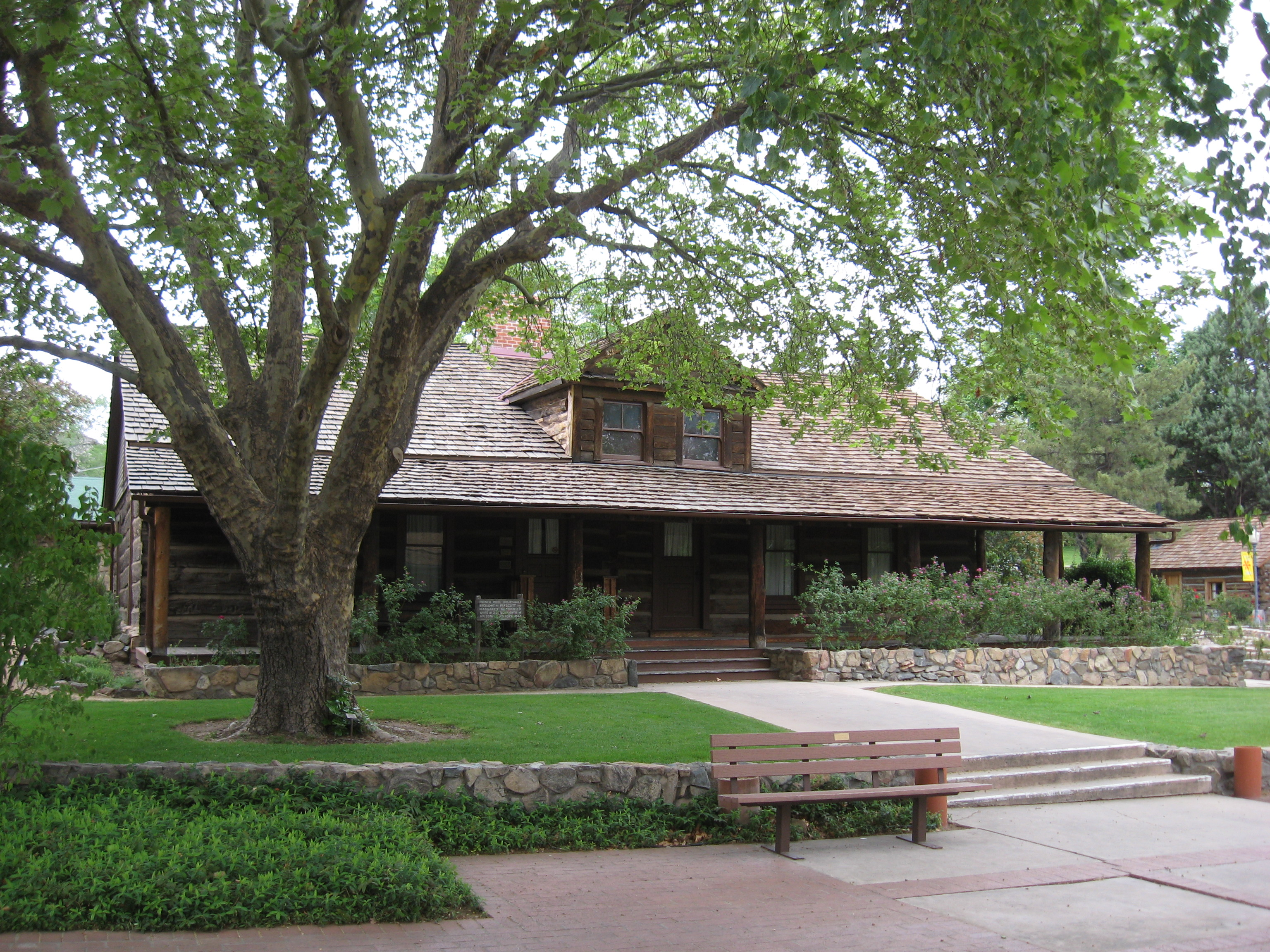
В настоящее время